# Hosov
Hosov (německy Hossau) je vesnice, část krajského města Jihlava. Nachází se asi 4 km na západ od Jihlavy. Do roku 2019 sem denně zajížděla autobusová linka č. 9. Původně část Horního Kosova. K Jihlavě připojen 1. dubna 1980. Prochází zde silnice II/602. V roce 2009 zde bylo evidováno 71 adres. V roce 2001 zde trvale žilo 126 obyvatel.
Hosov je také název katastrálního území o rozloze 6,81 km2.

## Název
Původní podoba názvu vesnice byla Hošov, byla odvozena od osobního jména Hoš, což byla domácká podoba některého jména začínajícího na Ho- (např. Hostěrad) a znamenala "Hošův majetek". Do němčiny bylo jméno přejato jako Hosow přikloněním k německému osobnímu jménu Hoso. Německé jméno pak bylo zpětně přejato do češtiny. Podoba jména v písemných pramenech: Hossaw, Hosow, Hossow (14. a 15. století), Hoszaw (1678), Hossau (1718), Hoschau (1720), Hosau (1751), Hossau a Hosow (1846).

## Historie
První písemná zmínka o obci pochází z roku 1359.
V letech 1869–1930 sem jako osada příslušel Rantířov.

## Obyvatelstvo
Podle sčítání 1930 zde žilo v 19 domech 124 obyvatel. 27 obyvatel se hlásilo k československé národnosti a 97 k německé. Žilo zde 122 římských katolíků, 1 evangelík a 1 příslušník Církve československé husitské.
| Rok            | 1869 | 1880 | 1890 | 1900 | 1910 | 1921 | 1930 | 1950 | 1961 | 1970 | 1980 | 1991 | 2001 | 2011 |
| -------------- | ---- | ---- | ---- | ---- | ---- | ---- | ---- | ---- | ---- | ---- | ---- | ---- | ---- | ---- |
| Počet obyvatel | 145  | 140  | 165  | 155  | 144  | 140  | 124  | 80   | 69   | 73   | 114  | 120  | 126  | 140  |

## Pamětihodnosti

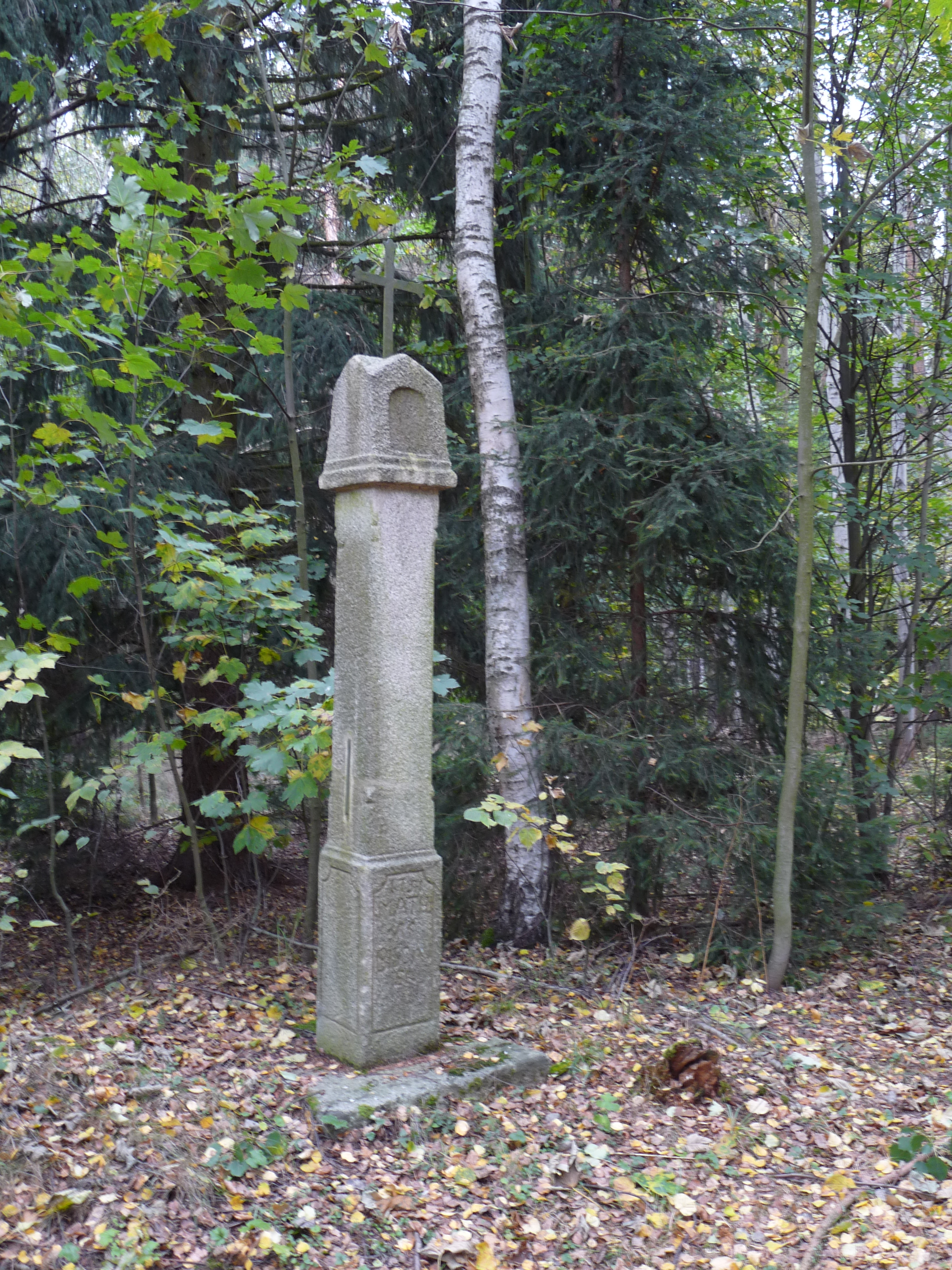
Boží muka u hájovny

- Kaple svaté Rodiny a pamětní kámen – kulturní památka České republiky
- Boží muka – kulturní památka nedaleko hájovny

## Fotogalerie

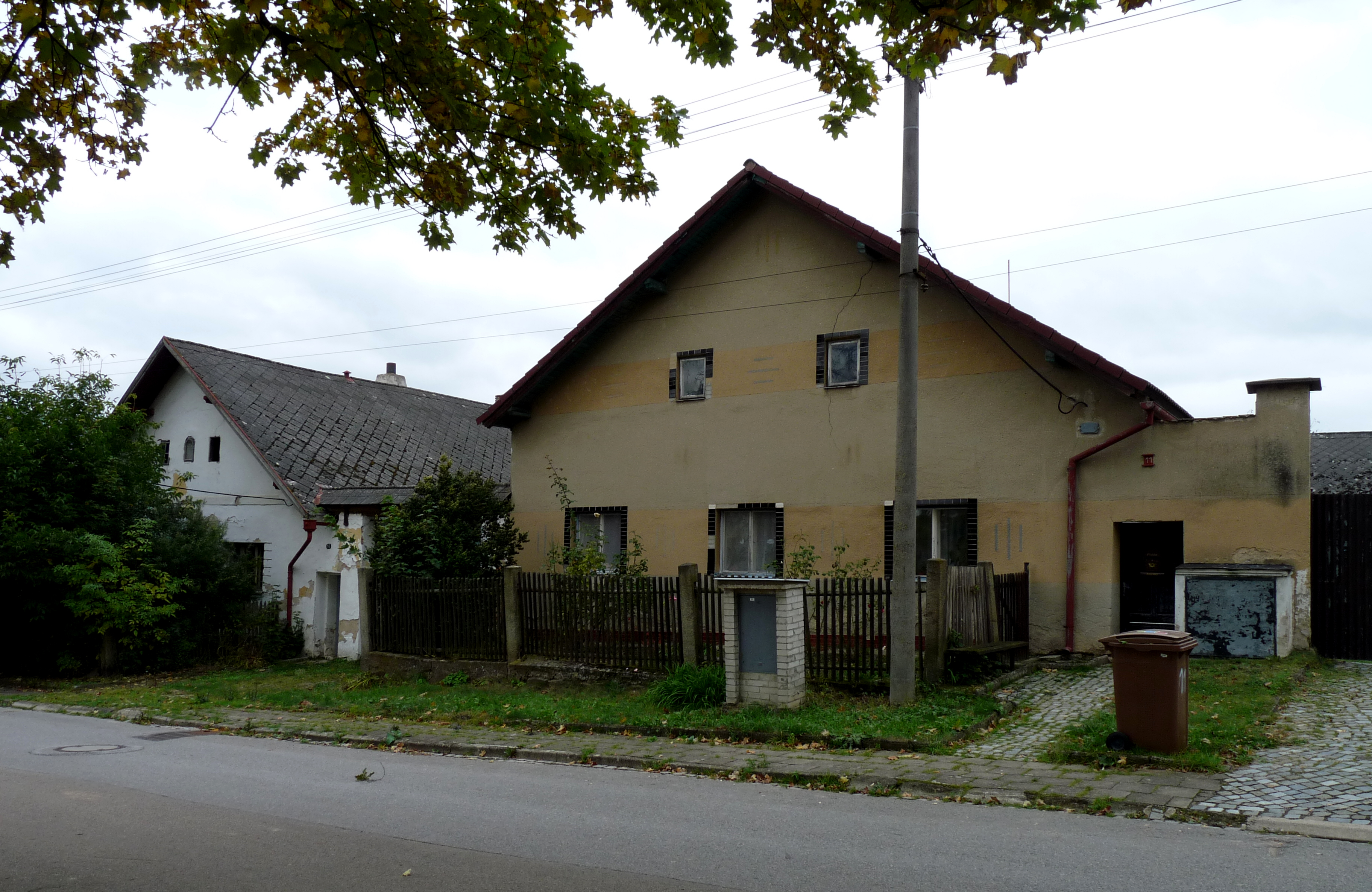
Dům čp. 11
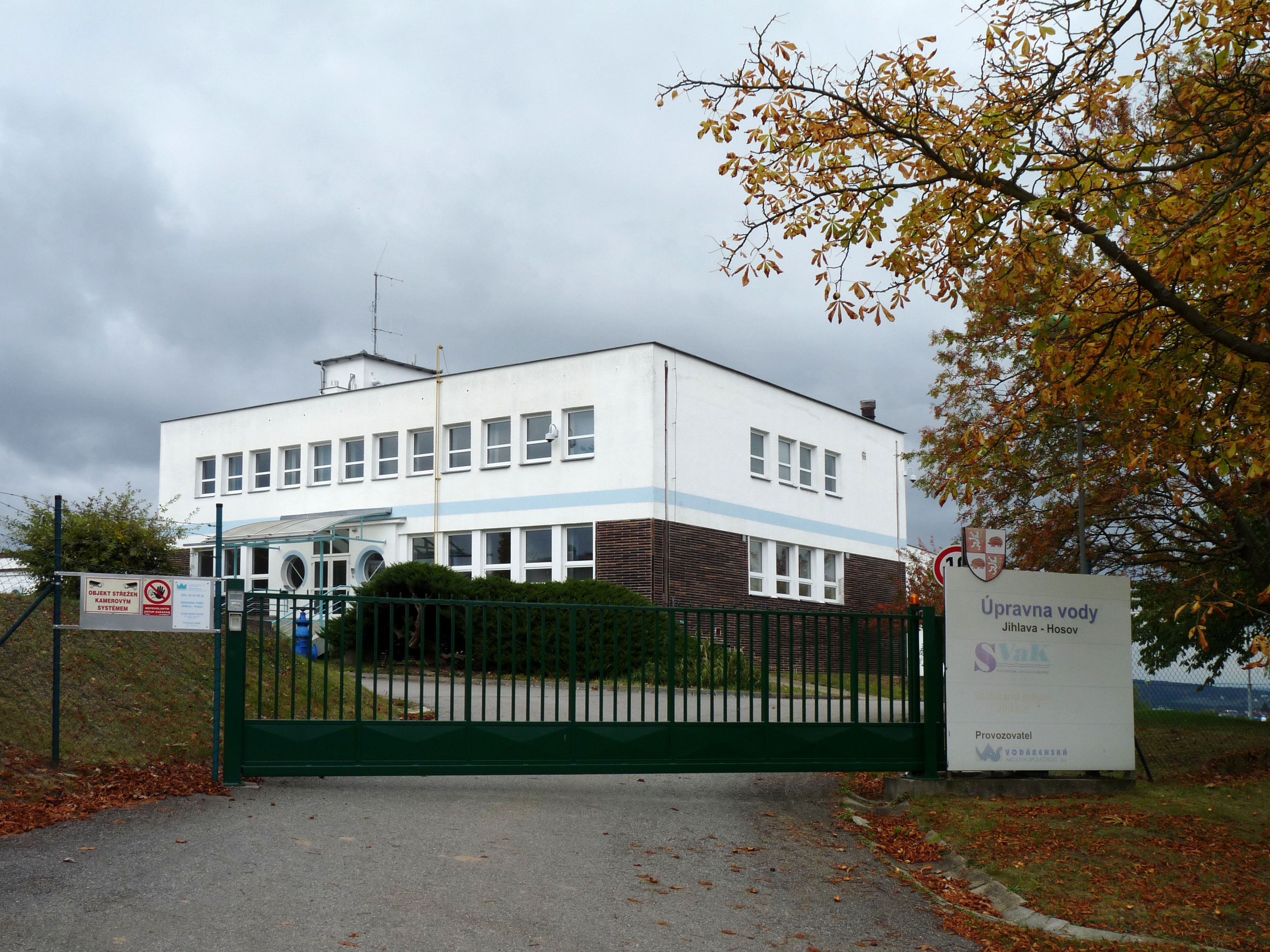
Úpravna vody
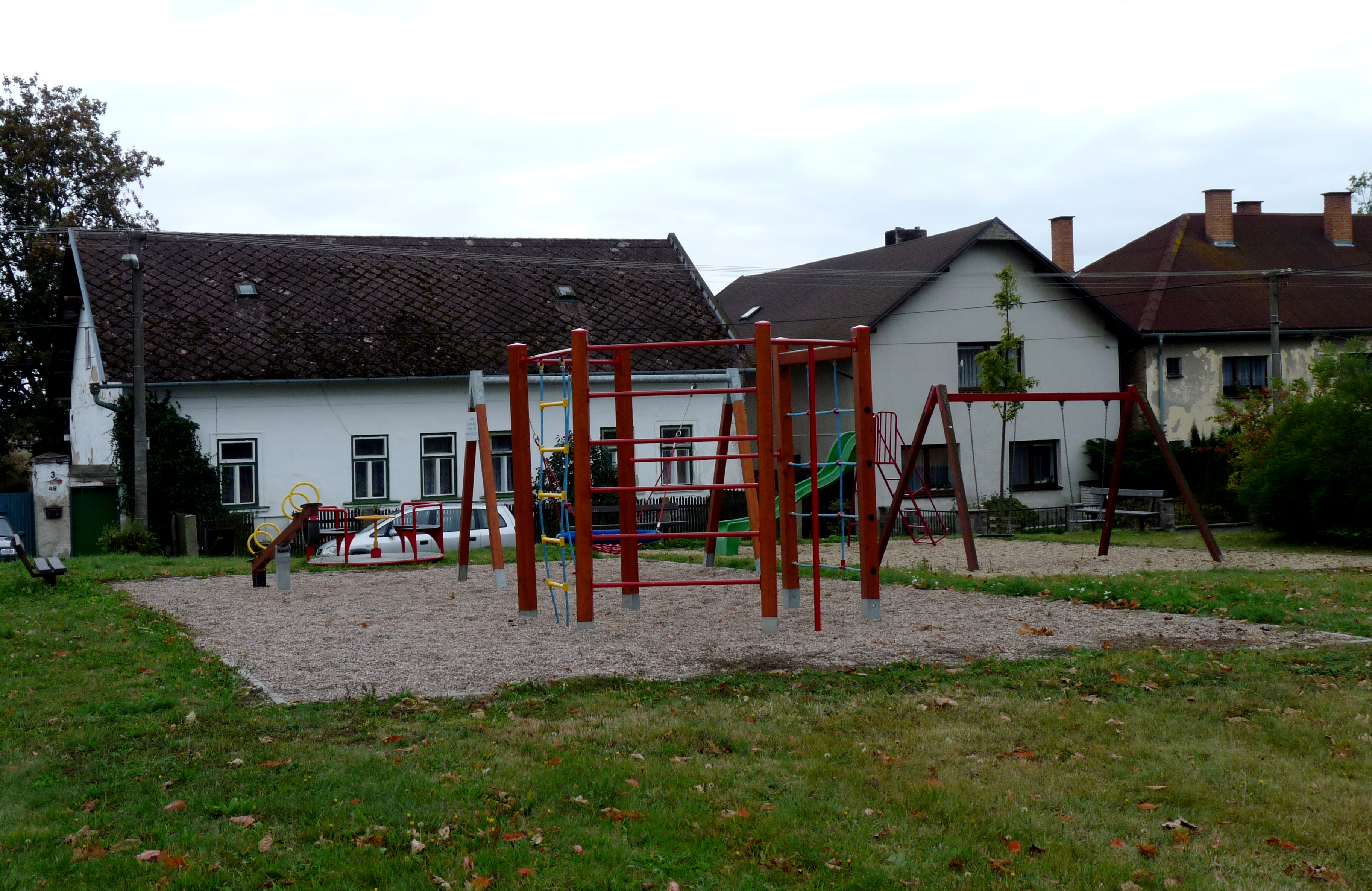
Dětské hřiště
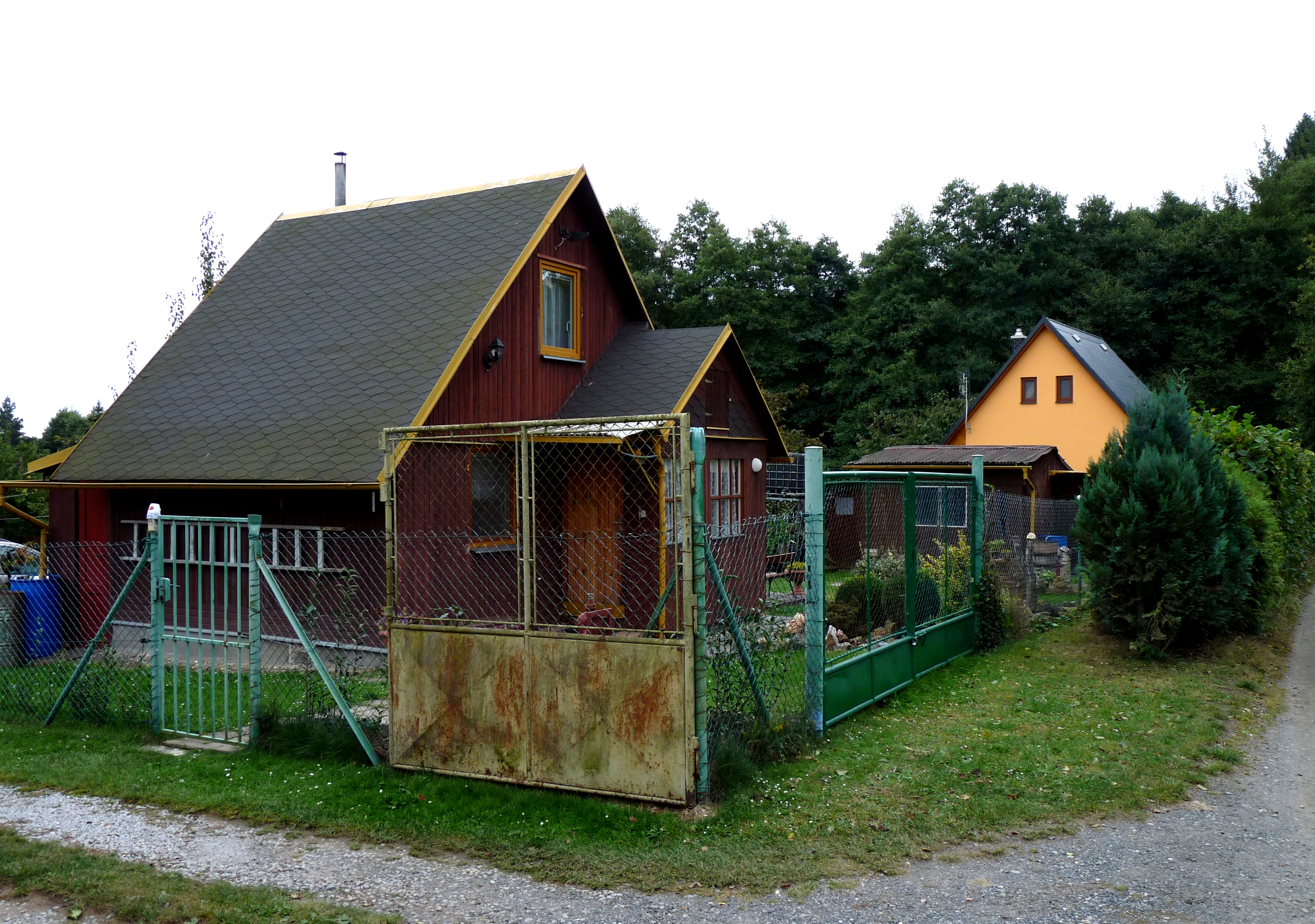
Chatová osada JV od vsi